# Андреассен, Оддмар
О́ддмар Андре́ассен (фар. Oddmar Andreassen; род. 20 июля 1968, Тофтир, Эстурой) — фарерский футбольный судья, футболист, тренер и функционер, действующий президент клуба «Б68».

## Биография
Оддмар начинал судейскую карьеру в конце 1980-х годов, параллельно играя в футбол за дублирующий состав клуба «Б68». Свои первые футбольные матчи в высшем дивизионе Фарерских островов в качестве главного арбитра он отсудил в 1988 году. В 1999 году Оддмар был главным судьёй финала кубка Фарерских островов между столичным «Б36» и клаксвуйкским «КИ». В 2000 году он перестал судить игры высшей фарерской лиги, однако не закончил карьеру арбитра окончательно. Оддмар продолжал её до 2017 года: последним матчем, который он отсудил, был кубковый поединок между клубами «Б36» и «ХБ».
Футбольная карьера Оддмара длилась 12 лет, однако ему так и не довелось сыграть за «Б68» в высшем фарерском дивизионе. Он провёл 105 матчей и забил 19 голов за «Б68 II» в первом и втором дивизионах. Оддмар завершил карьеру игрока в конце сезона-2001. В 2008 году он начал тренерскую деятельность, став помощником главного тренера тофтирцев Уильяма Якобсена. После ухода Уильяма из «Б68» в 2012 году, Оддмар возглавил дублирующий состав клуба. Он руководил им 1 год, а затем занял там должность ассистента. Оддмар снова стал главным тренером «Б68 II» в 2020 году, отработав 1 сезон.
27 января 2021 года Оддмар был избран 16-м президентом «Б68». При нём тофтирцы начали свой первый за 4 года сезон в премьер-лиге.

## Достижения в качестве игрока

### Командные
«Б68 II»
- Победитель второго дивизиона (1): 1995